# ویژوال استودیو ۲۰۰۲

## Visual Studio.Net 2002 یا 7
مایکروسافت در سال 2002 نسخه تحت .NET Framework که مقدمه‌ای بود بر محیط توسعه کدهای مدیریت شده را با نام Visual Studio 2002 .NET (codenamed "Rainier") معرفی نمود . البته نسخه Beta آن در سال 2001 بر روی Microsoft developer network ارائه شده بود .
فرق این برنامه در این بود که برنامه‌هایی مانند زبان ++C مستقیماً به زبان ماشین، کامپایل نمی‌شدند و به صورت MSIL (یا CIL) در می‌آمدند. 
هنگامی که یک application به زبان MSIL اجرا می‌شد، در زمان اجرا به زبان ماشین متناسب با platform ای که بر روی آن در حال اجرا بود کامپایل می‌شد، که این امکان قابل انتقال بودن کد میان چندین platform را فراهم می‌کرد .
برنامه‌ها به زبان MSIL کامپایل شده و می‌توانستند بر روی platform ای که بر روی آن Common Language Infrastructure پیاده‌سازی شده بود (نصب شده بود) اجرا شوند . 
برنامه‌ها ی ترجمه شده به MSIL امکان اجرا بر روی Linux یا Mac OS X را با استفاده از پیاده‌سازی ابزارهای مانند Mono و DotGNU که non-Microsoft .NET بودند را داشتند . 
Visual Studio.Net 2002 اولین نسخه از این نرم‌افزار بود که حتماً باید روی ویندوز NT اجرا می‌شد. در این نسخه، زبان قدرتمند سی‌شارپ پا به عرصه گذاشت. همچنین زبان دیگری به نام جی شارپ (#J) که از Syntaxهای جاوا استفاده می‌کرد نیز در این بسته عرضه شد. (جانشین J++ )
Visual Basic متناسب با framework جدید شدیدا تغییر کرده بود بطوری‌که version جدید آن Visual Basic .NET نامیده می‌شد . مایکروسافت همچنین به C++ الحاقاتی که Managed Extensions for C++ نامیده می‌شدند را اضافه نمود بطوری‌که برنامه نویسان C++ می‌توانستند برنامه .NET ای ایجاد نمایند .
Visual Studio .NET می‌توانست برای ساخت برنامه‌های ویندوزی (با استفاده از Windows Forms
که بخشی از .NetFramwork می‌باشد) یا برای ساخت برنامه‌های Web (با استفاده از
ASP.NET and Web Services ) و بعلاوه برای ساخت برنامه‌های Portable Devices
(با استفاده از .Net Compact Framework ) بکار گرفته شود .
تمام زبانها در این نسخه به صورت متحد از یک محیط استفاده می‌کردند البته به استثنای Visual FoxPro که پس از مدتی از Visual Studio .NET جدا شده و به صورت جداگانه به فروش رسید .
شماره ورژن داخلی Visual Studio .NET به 7 رسید و مایکروسافت Service Pack 1 را برای Visual Studio .NET در مارس 2005 ارائه کرد .

### سایر نسخه‌ها
ویژوال استادیو
Visual Studio .Net 2003
مایکروسافت ویژوال استودیو
مایکروسافت ویژوال استودیو